# Durval Lélys
Durval Lelis Tavares (Salvador, 6 de dezembro de 1957) é um cantor, compositor, produtor musical e multi-instrumentista brasileiro. Formado em arquitetura pela Universidade Federal da Bahia, trabalhou durante algum tempo na profissão até fundar em 1982 a Banda Pinel. Em 1988 fundou o  Asa de Águia, uma das mais importantes bandas de axé, no qual ficou até 2014.

## Biografia
Nasceu na cidade de Salvador. Entre 1970 e 1976 cursou música na Escola de Música da Universidade Federal da Bahia (UFBA), participando da 1ª audição de alunos de instrumentos no Seminário de Música desta instituição, executando a peça Fortea. Em 1971 participou com seu irmão, Rogério, do IV Concerto para Juventude, fazendo um duo na peça Andante, de Joseph Kuffner. Dois anos depois, em 1974, foi aprovado no exame final de Rítmica pela Escola de Música e Artes Cênicas da UFBA e em 1975 concluiu o Curso de Teoria e Percepção Elementar. Aos 18 anos ingressou na faculdade de arquitetura na Universidade Federal da Bahia, trabalhando por algum tempo como arquiteto no Banco Econômico, tendo projetado 250 agências.  

## Carreira
Em 1982 começou a carreira artística ao fundar a Banda Pinel onde era originalmente era guitarrista e, com a saída de Ricardo Chaves,se tornou vocalista. Em 1988 fundou a banda Asa de Águia junto com o amigo Marcelo Brasileiro. Em 1994, junto com o Pedrinho da Rocha criou o abadá, que é a fantasia mais tradicional no Carnaval de Salvador, feita para substituir um modelo chamado mortalha, que era muito quente e desconfortável.

### Personagens
Durval costuma, junto com o seu trabalho musical, desenvolver um lado teatral através de personagens devidamente caracterizados. Os personagens criados na sequência, primeiro o "Deputado das Praias", e depois vieram: Pastor Dom Duriel (com o seu Xô Satanás), Nero (rodando a manivela), Bad Boy, Conde Draculino (o Vampiro Comedor), Sansão, Homem Cibernético, Cabralino (pra comemorar os 500 anos do Brasil), O Pirata, Pit Bull, D. Durvalino I (o Rei da Rua - um apelido criado por Bell Marques e Tonho Matéria, com direito até a música), Salvador Dalino (meu pincel não é brocha não - uma homenagem ao pintor mais irreverente, Salvador Dali), Magolino (e sua Vara Mágica), Aladino (o Gênio da Lata), Shivalino (o recriador do Yôga), Caramulino (o Rei das Índias do bloco Me Abraça), Cowboylino (com o seu "laço do amor"), Zombalino (o rei da Kizomba, que significa festa – uma homenagem a mistura cultural entre África e Bahia que veio da ideia de Alberto Pita), Durangolino (que "dá tudo por amor") e Reiciclável.

## Títulos
No dia 26 de janeiro de 1999 recebeu o título de cidadão itacareense, pela Câmara Municipal de Itacaré. Em 21 de abril do mesmo ano, recebeu o título de cidadão noronhense, pelo Conselho Distrital de Fernando de Noronha.
Recebe do Governador do Estado da Bahia e Grão-Mestre da Ordem do Mérito da Bahia, César Borges, o Grau de Cavaleiro da mesma Ordem, por decreto de 12 de dezembro de 2001.
Em 28 de junho de 2002, recebeu título de cidadão goianiense, pelo Poder Legislativo de Goiânia.
No dia 12 dezembro de 2003, recebeu o título de cidadão pernambucano no Palácio Joaquim Nabuco, em Recife. A homenagem, que aconteceu a convite da Assembleia Legislativa do Estado de Pernambuco. No dia 10 de agosto de 2003, é condecorado com a Medalha dos 500 anos pelas mãos do então Governador de Pernambuco, Jarbas Vasconcelos, junto a outros ilustres que abraçam a causa da preservação e divulgação das belezas do arquipélago de Fernando de Noronha. 
O Comando Geral da Polícia Militar do Estado da Bahia concedeu em 21 de abril de 2004 o título de "Amigo da Polícia Militar" pelos relevantes serviços prestados à corporação. A indicação foi feita pelo Comandante Miller e aconteceu na Vila Policial Militar do Bonfim onde contou com as presenças do prefeito Antônio Imbassahy e do governador Paulo Souto, da época.
No dia 22 de fevereiro de 2008 às 10h, foi condecorado pela Polícia Militar da Bahia com a Medalha de Mérito Marechal Argolo - Visconde de Itaparica, em agradecimento às homenagens que Durval fez à corporação durante o Carnaval baiano, em cerimônia na Vila Militar do Bonfim. No mesmo ano no dia 29 de fevereiro, foi laureado com o título de cidadão natalense, mérito oferecido pela Câmara Municipal da capital potiguar. O reconhecimento, proposto pelo vereador Aluízio Machado, lembra não só o carinho que a população local tem pelo músico baiano, mas enaltece também o papel do cantor na promoção do Carnaval fora de época da cidade, o Carnatal, no qual ele esteve presente desde a sua 1ª edição, em 1990.
Em 01 de janeiro de 2020, Durval recebeu o título  de Cidadão porto-segurense das mãos da chefe do poder executivo Claudia Oliveira e representantes do poder legislativo da cidade de Porto Seguro.

### Prêmios como compositor atravésECAD(Escritório Central de Arrecadação e Distribuição)
No primeiro semestre de 2003, em pesquisa sobre arrecadação em direito autoral no Brasil, Durval Lelys é apontado como o compositor mais executado em shows.
Em 1° de maio 2004, Durval aparece em segundo lugar no ranking dos compositores mais executado em shows pelo Brasil.
Em 2005, o ranking dos compositores mais executados em shows pelo Brasil aponta Durval Lelys em 3º lugar.
Já no ano de 2006, ele foi o terceiro colocado na lista de autores com maior rendimento em shows no Brasil.
No dia 19 de abril de 2007, Durval ocupou o terceiro lugar dos compositores que mais arrecadaram direitos autorais, o levantamento referente ao ano de 2006 indicou os compositores mais executados em shows pelo Brasil. A música "Quebra Aê", de Durval Lelys, que foi eleita a melhor do Carnaval em 2007.
Em 2008, a pesquisa sobre arrecadação em direito autoral no Brasil apontou Durval Lelys como o terceiro colocado na lista de autores com maior rendimento em shows no país no ano de 2007 e a música "Quebra Aê", que foi a mais executada no Carnaval 2008 de todo o Brasil, em shows e trios elétricos.
Em março de 2010, Durvalino é apontado pelo ECAD como o quinto músico com maior rendimento em shows no Brasil durante o ano de 2009. A música "Quebra Aê", composta por Durval, está mais uma vez entre as mais executadas em shows no Brasil, ocupando a quinta posição da lista de 2009.